# Carlos IV de Alençon
Carlos IV de Valois, Duque de Alençon (em francês:  Charles IV de Valois, duc d’Alençon; 1489 - Lião, 1525), era um príncipe de sangue francês da Casa de Valois. Cunhado do rei Francisco I de França, era a segunda individualidade do reino de França. Morto sem descendência, foi o último varão do ramo dos Valois-Alençon.

## Biografia
Carlos IV de Alençon era filho de Renato, duque de Alençon e conde de Perche, e da beata Margarida de Lorena-Vaudémont.
En 1497, pela morte do seu tio-avô, Carlos de Armagnac, ele herda os condados de Armagnac e de Rodez. A sua mãe fica como sua tutora até 1507.
Participa na sua primeira campanha militar em 1507 em Italie sob as ordens do rei Luís XII, destacando-se no cerco de Génova. Em 1509 acompanha de novo o rei, combatendo a Agnadel e participando na conquista de Bérgamo, Caravaggio, Borromeo e Cremona.
Em 1509 casa-se com Margarida de Angoulême, filha de Carlos de Orleães-Angoulême, e de Luísa de Saboia, irmã mais velha de Francisco I de França. Deste casamento não houve descendência.
Quando o seu cunhado sobe ao trono em 1515, Carlos parte de novo para Itália, combatendo na Batalha de Marignano e, mais tarde, em 1521, defende a Champanhe contra uma expedição do Imperador Carlos V.
Em 1525, participa na Batalha de Pavia e, após a captura do rei, comanda o exército francês. Afetado pela derrota e acusado de ter abandonado o rei, Carlos fica doente e acaba por falecer. A sua viúva ontem a sucessão do património do duque, em detrimento das suas duas irmãs, Francisca, duquesa de Vendôme, e Ana, marquesa de Monferrato.

## Brasão de Armas
| Brasão | Descrição |
| ------ | --- |
|        | Brasão de Armas de Carlos IV de Valois, Duque de Alençon, Conde de Armagnac e de Rodez Esquartelado; no 1.º e 3.º quadrantes as armas dos Valois-Alençon; no 2.º e 4.º quadrantes as armas de Armagnac e de Rodez. |